# 透真かずき
透真 かずき（とうま かずき、12月17日 - ）は、宝塚歌劇団雪組に所属する男役。雪組副組長。
東京都足立区、東京女学館高等学校出身。身長168cm。愛称は「りーしゃ」。

## 来歴
2003年、宝塚音楽学校入学。
2005年、音楽学校卒業後、宝塚歌劇団に91期生として入団。入団時の成績は23番。花組公演「マラケシュ・紅の墓標／エンター・ザ・レビュー」で初舞台。その後、雪組に配属。
2022年12月26日付で雪組副組長に就任。
2026年2月23日付で雪組組長に就任。

## 主な舞台

### 初舞台
- 2005年3 - 5月、花組『マラケシュ・紅の墓標』『エンター・ザ・レビュー』（宝塚大劇場のみ）

### 雪組時代
- 2005年6 - 10月、『霧のミラノ』『ワンダーランド』
- 2006年2 - 5月、『ベルサイユのばら-オスカル編-』
- 2006年6月、『やらずの雨』（バウホール） - 留吉／杢兵衛
- 2006年9 - 12月、『堕天使の涙』『タランテラ!』
- 2007年2月、『星影の人』『Joyful!!II』（中日劇場）
- 2007年5 - 8月、『エリザベート』
- 2007年9 - 10月、『星影の人』 - 篠原幸三郎『Joyful!!II』（全国ツアー）
- 2008年1 - 3月、『君を愛してる-Je t'aime-』 - 新人公演：クレアント（本役：緒月遠麻）『ミロワール』
- 2008年5 - 6月、『凍てついた明日』（バウホール）
- 2008年8 - 11月、『ソロモンの指輪』『マリポーサの花』
- 2009年1月、『忘れ雪』（バウホール・日本青年館）
- 2009年3 - 5月、『風の錦絵』『ZORRO 仮面のメサイア』 - 新人公演：フェリペ神父（本役：真波そら）
- 2009年7 - 10月、『ロシアン・ブルー』 - キリル・カバレフスキー、新人公演：マクシム・シューキン（本役：彩夏涼）『RIO DE BRAVO!!（リオ デ ブラボー）』
- 2009年11 - 12月、『雪景色』（バウホール・日本青年館） - 杢兵衛／庄助
- 2010年2 - 4月、『ソルフェリーノの夜明け』 - 新人公演：パルフィ（本役：大凪真生）『Carnevale（カルネヴァーレ）睡夢（すいむ）』
- 2010年6 - 9月、『ロジェ』 - 新人公演：マキシム（本役：沙央くらま）『ロック・オン!』
- 2010年10 - 11月、『オネーギンEvgeny Onegin』（日本青年館・バウホール） - アントン・ルイーエフ
- 2011年1 - 3月、『ロミオとジュリエット』 - 新人公演：ヴェローナ大公（本役：大凪真生）
- 2011年4 - 5月、『ニジンスキー-奇跡の舞神-』（バウホール・日本青年館） - シモン
- 2011年7月、『灼熱の彼方〜「オデュセウス編」と「コモドゥス編」〜』（バウホール） - エクレクトゥス
- 2011年9 - 11月、『仮面の男』 - ルイ13世、新人公演：モリエール（本役：彩風咲奈）『ROYAL STRAIGHT FLUSH!!』
- 2011年12 - 2012年1月、『Samourai』（ドラマシティ・日本青年館） - デュ・ボワ
- 2012年3 - 5月、『ドン・カルロス』 - 幻覚、新人公演：セバスティアン（本役：大湖せしる）『Shining Rhythm!』
- 2012年7 - 8月、『双曲線上のカルテ』（バウホール・日本青年館） - ウーゴ／革命家
- 2012年10 - 12月、『JIN-仁-』 - 謎の急患／新之助『GOLD SPARK!-この一瞬を永遠に-』
- 2013年2月、『ブラック・ジャック』（ドラマシティ・日本青年館） - ベンリー・キッチンジャー
- 2013年4 - 7月、『ベルサイユのばら-フェルゼン編-』 - 近衛兵／国境守備兵
- 2013年8 - 9月、『若き日の唄は忘れじ』 - 藩主『ナルシス・ノアールII』（全国ツアー）
- 2013年11 - 2014年2月、『Shall we ダンス?』 - ダンス教室の生徒／司会者『CONGRATULATIONS 宝塚!!』
- 2014年3 - 4月、『心中・恋の大和路』（ドラマシティ・日本青年館） - 丸十
- 2014年6 - 8月、『一夢庵風流記 前田慶次』 - 安田能元／織田信長『My Dream TAKARAZUKA』
- 2014年10月、『伯爵令嬢』（日生劇場） - ジェイエ博士
- 2015年1 - 3月、『ルパン三世 -王妃の首飾りを追え!-』 - シャルル・ベーマー『ファンシー・ガイ!』
- 2015年5月、『星影の人』 - 横井良玄『ファンシー・ガイ!』（博多座）
- 2015年7 - 10月、『星逢一夜（ほしあいひとよ）』 - 佐々甚五郎『La Esmeralda（ラ エスメラルダ）』
- 2015年11 - 12月、『哀しみのコルドバ』 - マノレッテ『La Esmeralda（ラ エスメラルダ）』（全国ツアー）
- 2016年2 - 5月、『るろうに剣心』 - 癋見／士族
- 2016年6 - 8月、『ローマの休日』（中日劇場・赤坂ACTシアター・梅田芸術劇場） - ダリオ／社員／諜報部員
- 2016年10 - 12月、『私立探偵ケイレブ・ハント』 - 電器屋『Greatest HITS!』
- 2017年2月、『星逢一夜（ほしあいひとよ）』 - 佐々甚五郎／井上重之『Greatest HITS!』（中日劇場）
- 2017年4 - 7月、『幕末太陽傳（ばくまつたいようでん）』 - 番頭善八『Dramatic “S”!』
- 2017年8 - 9月、『琥珀色の雨にぬれて』 - ポワレ／接客係『“D”ramatic S!』（全国ツアー）
- 2017年11 - 2018年2月、『ひかりふる路（みち）〜革命家、マクシミリアン・ロベスピエール〜』 - ジャン＝マリー・ロラン『SUPER VOYAGER!』
- 2018年3 - 4月、『誠の群像』 - 山崎烝『SUPER VOYAGER!』（全国ツアー）
- 2018年6 - 9月、『凱旋門』 - デュラン／ラヴィックの影『Gato Bonito!!』
- 2018年11 - 2019年2月、『ファントム』 - モンシャルマン
- 2019年3 - 4月、『20世紀号に乗って』（東急シアターオーブ） - グローバー・ロックウッド
- 2019年5 - 9月、『壬生義士伝』 - 佐助『Music Revolution!』
- 2019年10 - 11月、『はばたけ黄金の翼よ』 - パオロ『Music Revolution!』（全国ツアー）
- 2020年1 - 3月、『ONCE UPON A TIME IN AMERICA（ワンス アポン ア タイム イン アメリカ）』 - 社長／執事
- 2020年8 - 9月、『炎のボレロ』 - ウパンゴ／祭りの男MC『Music Revolution!-New Spirit-』（梅田芸術劇場）
- 2021年1 - 4月、『fff-フォルティッシッシモ-』 - 皇帝フランツ一世『シルクロード〜盗賊と宝石〜』
- 2021年5 - 6月、『ほんものの魔法使』（バウホール・KAAT神奈川芸術劇場） - アレキサンダー教授
- 2021年8 - 11月、『CITY HUNTER』 - ペペ『Fire Fever!』
- 2022年3 - 6月、『夢介千両みやげ』 - 大前田源吾『Sensational!』
- 2022年7 - 8月、『ODYSSEY（オデッセイ）-The Age of Discovery-』（梅田芸術劇場）
- 2022年10 - 12月、『蒼穹の昴』 - 李蓮英
- 2023年2 - 3月、『BONNIE & CLYDE』（御園座） - 保安官スムート・シュミッド[2]
- 2023年4 - 7月、『Lilac（ライラック）の夢路』 - バジナ／イザーク『ジュエル・ド・パリ!!』
- 2023年8 - 9月、『愛するには短すぎる』 - ロバート・ストックトン／デイビッド『ジュエル・ド・パリ!!』（全国ツアー）[注釈 1][6]
- 2023年12 - 2024年2月、『ボイルド・ドイル・オンザ・トイル・トレイル』 - ヘンリー・シジヴィック『FROZEN HOLIDAY（フローズン・ホリデイ）』
- 2024年4 - 5月、『仮面のロマネスク』 - 法院長『Gato Bonito!!』（全国ツアー）
- 2024年7 - 10月、『ベルサイユのばら-フェルゼン編-』 - ヨルゲン陸軍大将
- 2025年3 - 6月、『ROBIN THE HERO』 - 王弟ジョン『オーヴァチュア!』
- 2025年8 - 9月、『An American in Paris（パリのアメリカ人）』（御園座） - ムッシュ・ボウレル
- 2025年11 - 2026年2月、『ボー・ブランメル〜美しすぎた男〜』『Prayer〜祈り〜』

## 出演イベント
- 2012年8月、轟悠ディナーショー『Fever!』
- 2013年10月、第52回『宝塚舞踊会』
- 2017年10月、第54回『宝塚舞踊会』[7]
- 2018年5月、『凱旋門』前夜祭
- 2023年10月、第56回『宝塚舞踊会』